# Jean Girault
Jean Girault (ur. 9 maja 1924 Villenauxe-la-Grande, zm. 24 lipca 1982 w Paryżu) – francuski reżyser filmowy i scenarzysta.

## Życiorys
Największą sławę i uznanie przyniosły mu komedie z udziałem aktora Louisa de Funèsa. W latach 1963–1982 zrealizowali wspólnie 12 filmów, w tym 6 części popularnego cyklu o żandarmie Ludovicu Cruchot i innych żandarmach z jego posterunku.
Girault zmarł na gruźlicę. Zgon nastąpił 24 lipca 1982, w czasie realizacji komedii Żandarm i żandarmetki. Prace nad filmem kontynuował asystent reżysera Tony Aboyantz. Film ten był również ostatnim w karierze de Funèsa, który zmarł pół roku później.

## Filmografia (wybór)
- Szczęściarze (1963; nowele pt. Futro z norek, Wieczór z gwiazdą, Jacht)
- Koko (1963)
- Napad na bank (1964)
- Żandarm z Saint-Tropez (1964)
- Żandarm w Nowym Jorku (1965)
- Wielkie wakacje (1967)
- Żandarm się żeni (1968)
- Żandarm na emeryturze (1970)
- Jo (1971)
- Żandarm i kosmici (1979)
- Skąpiec (1980; reż. wspólnie z Louisem de Funèsm)
- Kapuśniaczek (1981)
- Żandarm i żandarmetki (1982)